# Форд, Роббен
Роббен Ли Форд (англ. Robben Lee Ford); род. 16 декабря 1951 года, Вудлейк, Калифорния, США ) — американский гитарист и автор песен. Участник групп  L.A. Express и Yellowjackets. Пятикратный номинант на премию Грэмми (1988, 1992, 1993, 1997, 2007) в номинациях лучших блюзовых или роковых записей  . Номинант Blues Music Awards в номинации «Песня года» (1989). По оценке журнала Musician входит в число 100 величайших гитаристов XX века. . Считается одним из самых универсальных гитаристов на американской музыкальной сцене . 

## Биография
Роббен Форд родился в Вудлейке в 1951 году но рос в Юкайе. Его отец Чарльз был певцом в стилях кантри и вестерн и гитаристом, мать Кэтрин играла на пианино и обладала прекрасным голосом . Слушая таких артистов, как Арета Франклин и Отис Реддинг , он начал играть на саксофоне в возрасте 10 лет и услышав гитарный блюз от Майка Блумфилда, Эрика Клэптона и Би Би Кинга стал играть на гитаре в возрасте 14 лет. «Когда я услышал The Paul Butterfield Blues Band, я захотел играть как Майк Блумфилд и звучать как он» . Первой его гитарой стала Guild Starfire III. Учился играть по самоучителю «Полный курс джазовой гитары» Микки Бейкера 1955 года. 
Вместе с двумя братьями в школьном возрасте создал группу Charles Ford Blues Band, названную в честь отца. Когда Роббену было 18 лет, Чарли Масселуайт пригласил группу работать вместе и они в течение почти года гастролировали с Масселуайтом. После гастролей группа расширила состав, добавив бас-гитариста и записала два альбома: The Charles Ford Band и Discovering the Blues, затем Роббена Форда пригласил работать Джимми Уизерспун, с которым он выступал два года и записался в двух альбомах  В начале 1970 Форд присоединился к джаз-фьюжн-группе L.A. Express с Джонни Митчелл для её тура, а после тура группа отправилась вместе с Джорджем Харрисоном в его турне по США 1974 года . В 1976 году Роббен Форд покинул L.A. Express и записал джазовый альбом Robben Ford:Schizophonic, а в 1979 году The Inside Story. Группа, поддерживающая его в студии записи стала вскоре называться Yellowjackets, с которой Форд выпустил два альбома. В 1983 году Форд распустил группу и с тех пор Форд вплоть до сегодняшнего времени регулярно записывается и гастролирует.  В конце 1980-х Форд вернулся к своим блюзовым корням, в 1989 году его песня «Talk To You Daughter» претендовала на звание песни года по версии Blues Music Awards, а одноимённый альбом претендовал на Грэмми в номинации лучшей записи современного блюза. Музыкант начал гастролировать по миру под своим собственным именем. В 1992 году он собрал группу Robben Ford and the Blue Line, которая записала ряд знаковых альбомов в 1990-х, но в конце 1990-х группа была распущена. Форд снова поменял стиль, и при поддержке Кита Ричардса записал альбом Tiger Walk, представляющий собой «инструментальный рок и R&B-альбом» . Но в 2002 году Роббен Форд вновь вернулся в блюз. В этот же период была собрана группа Jing Chi, в составе которой Форд выпустил три альбома. В 2010 году несколько музыкантов с Роббеном Фордом создали проект Renegade Creation, выпустивший два альбома. 
Последний альбом Форда на 2024 год — инструментальный альбом Pure, вышедший в 2022 году.    
Форд записывался сессионно с музыкантами совершенно различных стилей: блюзовыми, джазовыми, роковыми и т.д. Например его гитару можно услышать в трёх песнях в альбоме Джорджа Харрисона Dark Horse (1974, №4 Billboard), дважды платиновом альбоме Барбры Стрейзанд Superman (1977), трёхкратном лауреате премии Грэмми Luck of the Draw Бонни Рэйтт (1991), альбоме Боба Дилана Under the Red Sky, альбоме KISS Creatures of the Night 1982 года, где Форд исполнил соло в песнях «Rock And Roll Hell» и «I Still Love You», не говоря об участии в записи альбомов многочисленных звёзд блюза и джаза.  
Женат, по состоянию на 2022 год жил в Лондоне .
О своей манере игры Форд говорит как «Тон всегда был для меня на первом месте. Сначала гитара должна хорошо звучать, а если иначе, то кого волнуют ноты?» 
Критик All Music Guide Винсент Джеффрис назвал Форда «мастером утонченной блюз-роковой игры на гитаре» и заявил, что «красочное, но контролируемое импровизированное и гармоническое мастерство музыканта — редкое и прекрасное звуковое удовольствие» .
Критик Washington Post Майк Джойс утверждал: «Хотя Форд вряд ли является мощным вокалистом, он наполняет большинство песен здесь достаточным количеством эмоций, чтобы поддерживать интерес, пока его гитара не заявит о себе» 

## Дискография

### Как лидер/со-лидер
- Robben Ford:Schizophonic (LA International, 1976)
- Live Jimmy Witherspoon & Robben Ford (LAX, 1977)
- The Inside Story (Elektra, 1979)
- Standing on the Outside (Lakeside, 1983)
- Talk to Your Daughter (Warner Bros., 1988)
- Minor Elegance (MGI, 1989)
- Robben Ford & the Blue Line (Stretch, 1992)
- Live at the Notodden Blues Festival (Blue Rock'it, 1992)
- Mystic Mile (Stretch, 1993)
- Handful of Blues (Stretch, 1995)
- Ain't Nothin' New About the Blues (AIM, 1995)
- Blues Connotation (ITM, 1997)
- The Authorized Bootleg (Blue Thumb, 1997)
- Discovering the Blues (Avenue, 1997)
- Tiger Walk (Blue Thumb, 1997)
- Sunrise (Avenue, 1999)
- Supernatural (GRP, 1999)
- A Tribute to Paul Butterfield (Blue Rock'it, 2001)
- Blue Moon (Concord, 2002)
- Keep On Running (Concord, 2003)
- Truth (Concord, 2007)
- Soul on Ten (Concord, 2009)
- Bullet (Blues Bureau, 2012)
- Bringing It Back Home (Provogue, 2013)
- A Day in Nashville (Provogue, 2014)
- Into the Sun (Provogue, 2015)
- Purple House (Ear Music, 2018)
- The Sun Room (Ear Music, 2019)
- Common Ground (13J Productions, 2020)
- Pure (Ear Music, 2021)

### Как участник групп
- Yellowjackets (Warner Bros., 1981)
- Mirage a Trois  (Warner Bros., 1983)
- Run for Your Life (GRP, 1994)
- Jing Chi (2001)
- Jing Live (2003)
- Jing Chi 3-D (2004)
- Timeline (Mack Avenue, 2011)
- Renegade Creation
- Bullet